# Мерич
Мерич (тур. Meriç) — город и район в провинции Эдирне (Турция).